# Musaranya de bosc africana
La musaranya de bosc africana (Crocidura goliath) és una espècie de la família de les musaranyes (Soricidae) que habita al Camerun, la República Centreafricana, la República del Congo, la República Democràtica del Congo, Guinea Equatorial, el Gabon i, possiblement també, la Costa d'Ivori, Guinea i Libèria. Habita els boscos humits de plana subtropicals o tropicals.